# 總理各國事務衙門

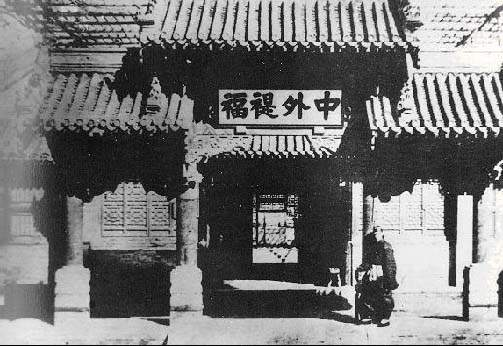
總理各國事務衙門正門。門前牌樓上書“中外禔福”，語出《汉书·司马相如传》：“遐迩一体，中外禔福，不亦康乎？”

總理各國事務衙門（穆麟德轉寫：geren gurun i baita be uherileme icihiyara yamun），簡稱總理衙門，是清朝後期自強運動中所設立的外交事務衙門機構。在晚清的外交事務以及推動現代化事務上發揮了作用。

## 設立的背景
在晚清以前，清朝並沒有正式的外交機構，因中國一向不承認其他國家與中國平等的關係，因此是以對待外藩（以朝貢相關事務為主）和處理商務事務的態度來處理與其他國家的關係，這些事務由禮部（處理朝貢事務）、理藩院（處理外藩蒙古、回部及诸番部、以及俄羅斯事務）、兩廣總督（處理廣州貿易事務）及在華傳教士（處理對洋人的翻譯，以及作為中國對來華使團的溝通代表）來處理。
西方國家不滿清朝缺乏正式外交機構，在第二次鸦片战争之後的《天津條約》中，要求公使进驻北京，使清朝開始需要面對新的外交形勢，而成立新的外交機構，1861年1月11日，恭親王奕訢與文祥上奏《統籌全局酌擬善後章程》，即提出要設立新的外交機構來處理新的外交事務。於是在3月11日正式成立（中華民國成立後，外交部以3月11日作為部慶），位置在北京東堂子胡同，它是自強運動中最早成立的一個機構。

## 機構組織

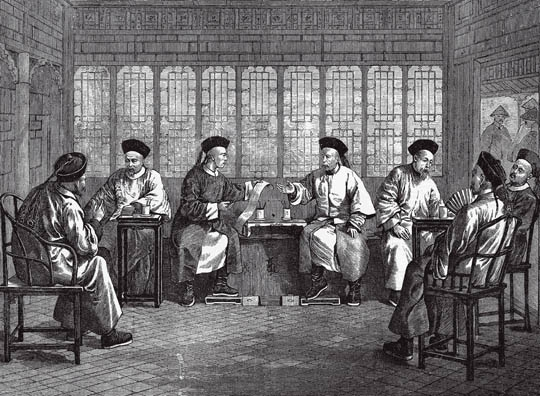
大臣於總理衙門中議事

雖然總理各國事務衙門作為最高外交事務的機構，但它事實上不是一個正規的政府部門，而更類似軍機處的下屬機構及且是較臨時性的機構，因此它沒有正式的官品和編制。
總理衙門由一位親王負責，下設數名大臣（早期3至5人，後期9至11人）協辦，但這些大臣是由原本的重要官員如軍機大臣、大學士、各部尚書或侍郎等兼任，此外底下有十六位書理文書的章京（滿漢各八人，屬四五品官員，亦是兼職或借調）；1876年後亦統領出使各國的使臣。
總理衙門按照負責的事務，分成英國股（1863年設立，負責英國、奧匈帝國、各國商務、各關稅務）、法國股（1863年設立，負責法國、荷蘭、西班牙、巴西、耶教傳教事務、中越關係）、俄國股（1863年設立，負責俄羅斯、日本及陸路商務）、美國股（1864年設立，負責美國、南美各國及華工事務）和海防股（1883年設立，負責艦隊建置），並設有海關總稅務司署（1861年設立，負責全國各海關稅收）、同文館（1862年設立，負責翻譯）、清檔房（1864年設立，負責檔案抄錄及保管）、司務廳（1864年設立）、電報處（1884年設立）及銀庫（1884年設立）等各個附屬機構。

## 外交上的作用及沒落

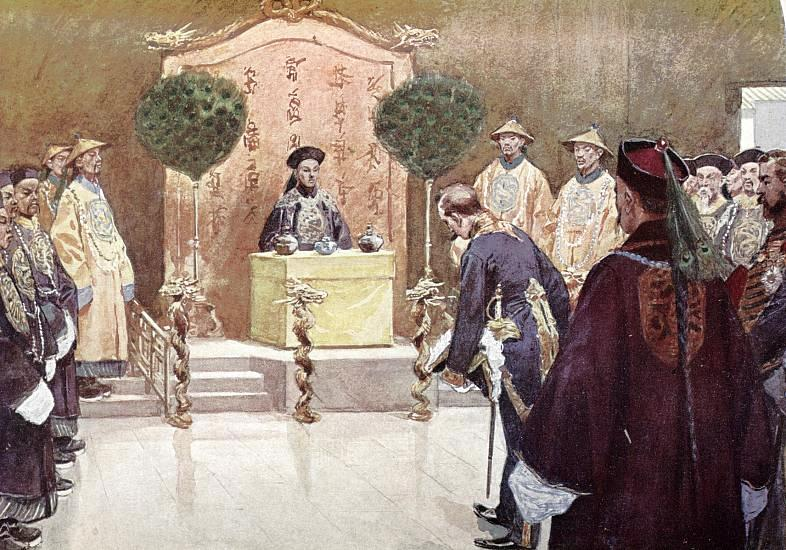
總理衙門的謁見，1896年繪畫

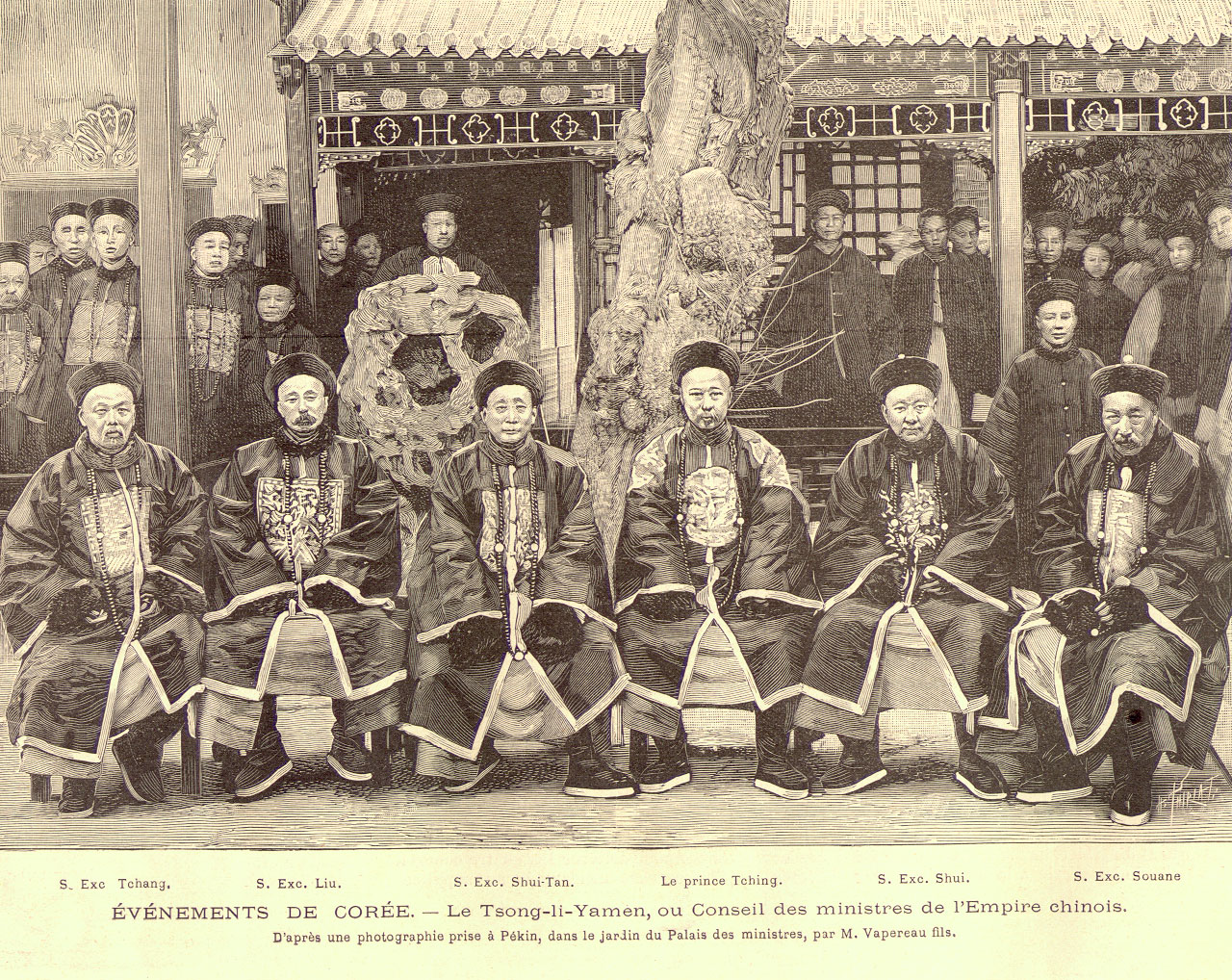
甲午戰爭時期的總理衙門人員合照版畫，右起：孙毓汶、徐用仪、庆亲王奕劻、许庚身、廖寿恒、张荫桓

它主要負責外交事務的執行而非決策，決策的權力主要掌握於慈禧太后以及軍機大臣決定，但因為早期負責的恭親王和文祥都是具影響力的軍機大臣，因此其提案大多能獲通過。
在1860年代在恭親王領導下，總理衙門在外交事務的處理上有較多的發揮，包括處理《北京條約》之後的善後事宜，1866年接見西方的斌椿、蒲安臣等使團，1868年的《天津條約》修約相關問題，以及海關事務的處理等。
但1870年代以後，恭親王的權力因慈禧的排擠而下降，加上1870年開始，李鴻章就任北洋通商大臣，許多外交事務逐漸由北京的總理衙門轉往天津，此後到甲午戰爭前後，李鴻章在天津的衙門成為事實上的中國外交部，總理衙門在外交事務上的作用就減少了，1884年恭親王不再掌理總理衙門使其重要性更下降。1901年庚子新政中，正式將總理衙門改為外務部。

## 洋務運動的推行
除了外交事務之外，總理衙門也是早期自強運動中各種洋務事業在北京中央的領導者，一方面它可用於聽取包括外國使臣以及負責海關的赫德等西方人士的建議，來推行和提倡相關事業，一方面負責的恭親王本身亦為相關業務的領導，因此總理衙門也實際上推動包括新式教育、交通、工業、經濟（尤其海關）、軍事等現代化建設，因此也被當時稱作「洋務內閣」。
但當時西方人常認為它守舊而不夠進步，而保守派則批評它出賣中國利益。與外交事務同樣，總理衙門在1870年代以後在北方洋務事業的重要性也逐漸下降，其領導性地位漸由天津的北洋通商大臣兼直隸總督李鴻章的地位所取代。

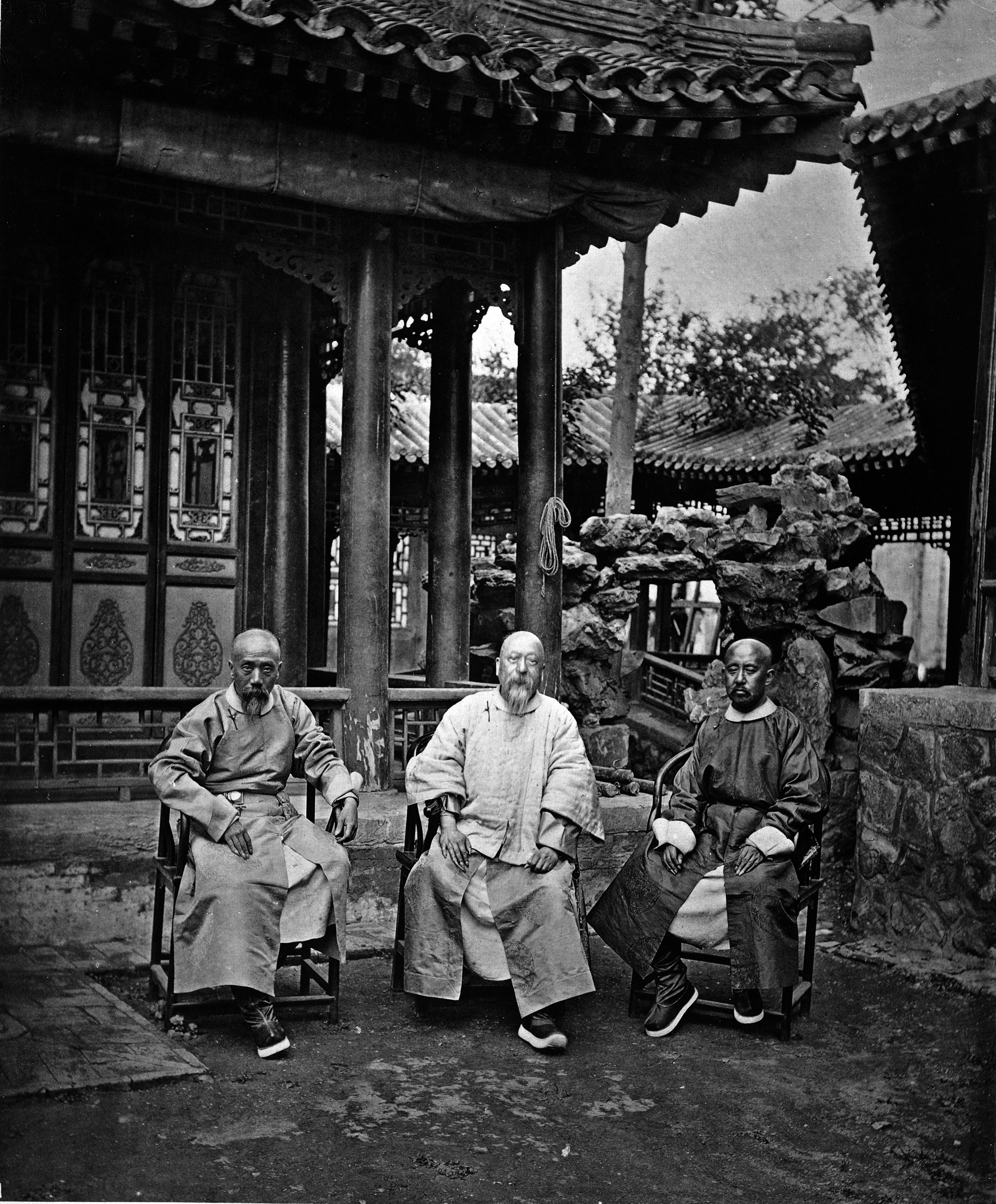
自左至右：沈桂芬、董恂、毛昶熙，1871年
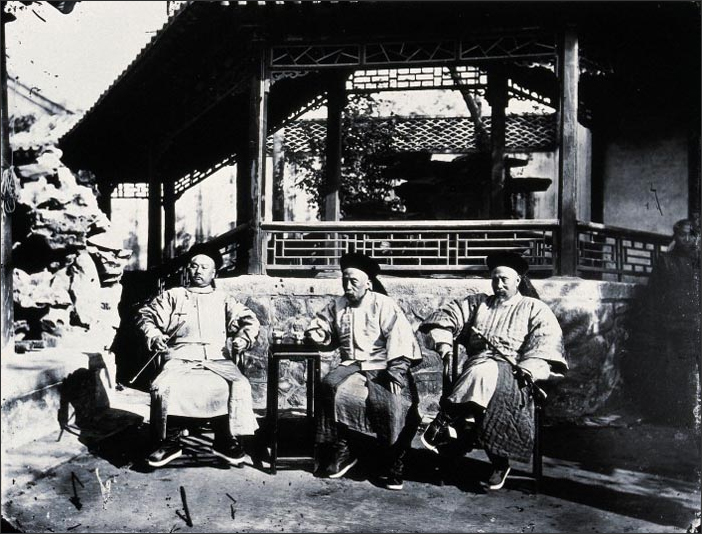
自左至右：成林、文祥、宝鋆，1871年
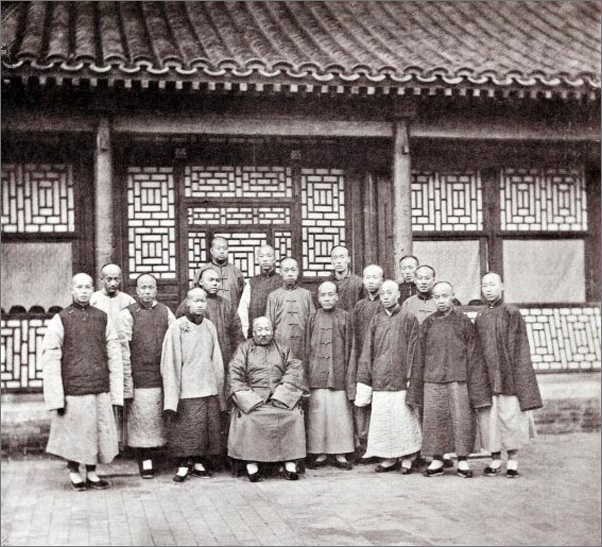
1871年總理衙門官員合影

## 主要职官

### 總理各國事務衙門王大臣
| 亲王、郡王名                        | 本职             | 出任时间                             | 卸任时间                             | 备注 |
| ----------------------------------- | ---------------- | ------------------------------------ | ------------------------------------ | ---- |
| 恭亲王奕訢 創辦人                   | 议政王、军机大臣 | 咸丰十年十二月十日 1861年1月20日     | 光绪十年三月十三日 1884年4月8日      |      |
| 庆郡王奕劻 光绪二十年正月晋封庆亲王 |                  | 光绪十年三月十七日 1884年4月12日     | 光绪二十年九月一日 1894年9月29日     |      |
| 恭亲王奕訢                          | 军机大臣         | 光绪二十年九月一日 1894年9月29日     | 光绪二十四年四月十日 1898年5月29日   |      |
| 庆亲王奕劻                          |                  | 光绪二十四年四月十日 1898年5月29日   | 光绪二十六年五月十四日 1900年6月10日 |      |
| 端郡王载漪                          | 军机大臣         | 光绪二十六年五月十四日 1900年6月10日 | 光绪二十六年闰八月二日 1900年9月25日 |      |
| 庆亲王奕劻                          |                  | 光绪二十六年闰八月二日 1900年9月25日 | 光绪二十七年六月九日 1901年7月24日   |      |

### 總理各國事務衙門大臣
| 姓名                         | 照片/畫像 | 在任時間                                                  |
| ---------------------------- | --------- | --------------------------------------------------------- |
| 恭親王奕訢                   |           | 1861.1.20-1865.4.2 1865.4.11-1884.4.8 1894.9.29-1898.5.29 |
| 桂良                         |           | 1861.1.20-1862.7.17                                       |
| 文祥                         |           | 1861.1.20-1876.5.26                                       |
| 崇綸                         |           | 1861.4.25-1875.10.3                                       |
| 恆祺                         |           | 1861.4.25-1867.1.30                                       |
| 寶鋆                         |           | 1861.11.30-1884.4.8                                       |
| 董恂                         |           | 1861.11.30-1880.7                                         |
| 薛煥                         |           | 1863.5.26-1866.6.                                         |
| 徐继畬                       |           | 1865.11.20-1866.10. 1867.2.25-1869.3.27                   |
| 譚廷襄                       |           | 1865.12.20-1867.1. 1867.9.-1870.5.7                       |
| 倭仁                         |           | 1867.4.25-1867.7.13                                       |
| 沈桂芬                       |           | 1869.11.12-1881.1.                                        |
| 毛昶熙                       |           | 1869.11.12-1878.6. 1880.11.18-1882.3.                     |
| 成林                         |           | 1869.11.12-1879.9.                                        |
| 崇厚                         |           | 1872.3.5-1876.12.                                         |
| 夏家鎬                       |           | 1872.3.5-1882.10.23                                       |
| 郭嵩燾                       |           | 1875.12.1-1876.11.                                        |
| 李鴻藻                       |           | 1876.12.11-1877.10. 1880.2.17-1884.4.8 1895.8.6-1897.7.24 |
| 景廉                         |           | 1876.12.11-1884.4.8                                       |
| 王文韶                       |           | 1878.8.21-1882.12. 1898.6.23-1901.7.24                    |
| 周家楣                       |           | 1878.8.21-1879.5. 1881.12.18-1884.9.3                     |
| 宗室麟書                     |           | 1879.11.-1884.6.22                                        |
| 崇禮                         |           | 1879.11.-1882.6.27 1891.12.15-1894.9. 1897.3.22-1901.7.24 |
| 左宗棠                       |           | 1881.2.27-1881.10.                                        |
| 陳蘭彬                       |           | 1882.4.19-1884.9.3                                        |
| 吳廷芬                       |           | 1883.2.24-1884.9.3 1895.11.12-1897.9.                     |
| 張佩綸                       |           | 1883.12.3-1884.5.8                                        |
| 郡王銜貝勒（後為慶親王）奕劻 |           | 1884.4.12-1901.7.24                                       |
| 周德潤                       |           | 1884.4.12-1884.9.4                                        |
| 閻敬銘                       |           | 1884.4.19-1888.8.23                                       |
| 許庚身                       |           | 1884.4.19-1894.1.8                                        |
| 張蔭桓                       |           | 1884.6.8-1884.9.4 1890.3.29-1898.9.24                     |
| 宗室福錕                     |           | 1884.6.24-1895.6.26                                       |
| 宗室崑岡                     |           | 1884.6.24-1884.9.4                                        |
| 錫珍                         |           | 1884.6.3-1889.10.5                                        |
| 徐用儀                       |           | 1884.6.24-1895.8.6 1898.9.26-1900.8.11                    |
| 廖壽恒                       |           | 1884.6.24-1894.? 1897.8.6-1900.6.10                       |
| 鄧承修                       |           | 1884.9.20-1885.8.29                                       |
| 孫毓汶                       |           | 1885.7.27-1895.7.26                                       |
| 沈秉成                       |           | 1885.7.27-1887.9.15                                       |
| 續昌                         |           | 1885.7.27-1892.4.14                                       |
| 曾紀澤                       |           | 1886.12.13-1890.4.                                        |
| 洪鈞                         |           | 1891.12.15-1893.10.                                       |
| 宗室敬信                     |           | 1894.8.28-1898.9.7                                        |
| 汪鳴鑾                       |           | 1894.8.28-1895.12.3                                       |
| 長麟                         |           | 1894.8. -1895.12.3                                        |
| 榮祿                         |           | 1894.12.15-1898.6.                                        |
| 翁同龢                       |           | 1895.8.6-1898.6.15                                        |
| 李鸿章                       |           | 1896.10.24-1898.9.7                                       |
| 許應騤                       |           | 1897.3.22-1898.9.4                                        |
| 裕祿                         |           | 1898.9.7-1898.9.28                                        |
| 袁昶                         |           | 1898.10.2-1900.7.28                                       |
| 許景澄                       |           | 1898.11.2-1900.7.28                                       |
| 胡燏棻                       |           | 1898.11.9-1898.11.16                                      |
| 桂春                         |           | 1898.12.16-1901.7.                                        |
| 趙舒翹                       |           | 1898.12.17-1900.9.                                        |
| 聯元                         |           | 1898.12.17-1900.8.                                        |
| 裕庚                         |           | 1899.1.2-1899.6.17                                        |
| 端郡王載漪                   |           | 1900.6.10-1900.9.25                                       |
| 啟秀                         |           | 1900.6.10-1901.2.13                                       |
| 宗室溥興                     |           | 1900.6.10-1901.7.24                                       |
| 那桐                         |           | 1900.6.10-1901.7.24                                       |

### 引用
1. ↑  林玉如，清季總理衙門設置及其政治地位之研究，國立成功大學歷史研究所碩士論文，2002年